# Robert John Burke
Robert John Burke (New York, 12 september 1960), geboren als John Burke, is een Amerikaans acteur.

## Biografie
Burke werd geboren in de wijk Washington Heights van Upper Manhattan in New York als zoon van immigranten uit Galway (Ierland). Hij heeft gestudeerd aan de State University of New York in New York in de jaren 80. 
Burke begon in 1981 met acteren in de film The Chosen. Hierna heeft hij nog meerdere rollen gespeeld in films en televisieseries zoals Thinner (1996), Cop Land (1997), Confessions of a Dangerous Mind (2002), Oz (2000-2003), Hide and Seek (2005), Law & Order: Special Victims Unit (2002-2017), Rescue Me (2004-2011) en Gossip Girl (2007-2012).
Burke heeft na de aanslagen op 11 september 2001 meegeholpen met het zoeken naar slachtoffers op Ground Zero, dit werd zo gewaardeerd dat hij een diploma kreeg voor gekwalificeerd brandweerman in New York. Hij heeft ook meegeholpen na de ramp met de orkaan Katrina in New Orleans met het opbouwen van brandweerkazernes. In zijn vrije tijd is hij een actief karateka met een zwarte band. Burke heeft een tweelingbroer. Hij heeft twee kinderen.

## Filmografie

### Films
Uitgezonderd korte films.
- 2023 Boston Strangler - als Eddie Holland
- 2022 Black Panther: Wakanda Forever - als Smitty
- 2021 Intrusion - als rechercheur Steven Morse
- 2019 Being - als sheriff Campbell
- 2018 The Finest - als Reddick
- 2018 Boarding School - als mr. Holcomb
- 2018 We Only Know So Much - als Hal
- 2018 BlacKkKlansman - als chief Bridges
- 2016 Future '38 - als generaal Sportwood
- 2015 True Story - als Greg Ganley
- 2014 Ned Rifle - als Chet
- 2013 2 Guns - als Jesseup
- 2012 Safe – als kapitein Wolf
- 2011 Limitless – als Pierce
- 2009 Brooklyn's Finest – als state trooper
- 2008 Miracle at St. Anna – als generaal Ned Almond
- 2006 Fast Track – als kolonel
- 2006 Jack's Law – als detective Ron Banks
- 2006 The Oh in Ohio – als Binky Taylor
- 2005 Munich – als oorlogvoerende Amerikaan
- 2005 Good Night, and Good Luck – als Charlie Mack
- 2005 Hide and Seek – als Steven
- 2004 Connie and Carla – als Rudy
- 2004 Speak – als Mr. Neck
- 2003 Piggie – als ??
- 2002 Confessions of a Dangerous Mind – als instructeur Jenks
- 2002 State Property – als Bob
- 2001 No Such Thing – als het monster
- 1998 Somewhere in the City – als Frankie
- 1998 Alptraum im Airport – als Paul Bacon
- 1998 A Bright Shining Lie – als Frank Drummond
- 1997 First Love, Last Rites – als Henry
- 1997 Cop Land – als officier B
- 1997 Mayday – Flug in den Tod – als Tom Hutton
- 1996 Thinner – als Billy Halleck
- 1996 Fled – als Pat Schiller
- 1996 If Lucy Fell – als knappe man
- 1995 Killer: A Journal of Murder – als R.G. Greiser
- 1995 Flirt – als man in mannentoilet
- 1995 Crazy for a Kiss – als Steve
- 1993 Tombstone – als Frank McLaury
- 1993 Heaven & Earth – als G.I. Paul
- 1993 RoboCop 3 – als RoboCop
- 1993 A Far Off Place – als Paul Parker
- 1992 Simple Men – als Bill McCabe
- 1992 Dust Devil – als Dust Devil
- 1991 Rambling Rose – als Dave Wilkie
- 1989 The Unbelievable Truth – als Josh
- 1986 Nightmare Weekend – als Dave
- 1981 The Chosen – als Levi Saunders

### Televisieseries
Uitgezonderd eenmalige gastrollen.
- 2025 The Last of Us – als Seth – 4 afl.
- 2002 – 2020 Law & Order: Special Victims Unit – als Ed Tucker – 30 afl.
- 2019 Project Blue Book - als William Fairchild - 6 afl.
- 2015 Allegiance – als speciaal agent Brock – 8 afl.
- 2014 Nurse Jackie – als Dick Richards – 2 afl.
- 2012 - 2013 Person of Interest – als agent Patrick Simmons – 16 afl.
- 2012 - 2013 Army Wives – als generaal Clarke – 16 afl.
- 2007 – 2012 Gossip Girl – als Bart Bass – 27 afl.
- 2004 – 2011 Rescue Me – als Mickey Gavin – 53 afl.
- 2010 Blue Bloods – als Jyle Hogan – 3 afl.
- 2008 Generation Kill – als majoor-generaal James Mattis – 3 afl.
- 2006 – 2007 Kidnapped – als Bellows – 10 afl.
- 2006 Six Degrees – als David – 2 afl.
- 2000 – 2003 Oz – als agent Pierce Taylor – 8 afl.
- 2002 Sex and the City – als Walker Lewis – 2 afl.
- 1998 From the Earth to the Moon – als Bill Anders – 2 afl.

- Bibliothèque nationale de France: cb141603270 (data)
- Gemeinsame Normdatei: 1064034276
- International Standard Name Identifier: 0000 0000 4213 311X
- Library of Congress Control Number: no96058779
- MusicBrainz: f22186e1-a5c1-468e-a68a-fa21d284469f
- Nationale Bibliotheek van Tsjechië: xx0175260
- Nationale Bibliotheek van Israël: 987007429784805171
- Nederlandse Thesaurus van Auteursnamen: 113513100
- Système universitaire de documentation: 059725729
- Union List of Artist Names: 500333804
- Virtual International Authority File: 267550083
- WorldCat: E39PBJpdRWg9dGtXYRkfcJ3qQq